# حلقه while

نمودار جریان حلقهٔ هنگامی‌که

در بیشتر زبان‌های برنامه‌نویسی رایانه‌ای، «حلقهٔ حِین» یا «حلقهٔ هنگامی‌که»، عبارت کنترل جریانی است که به کد اجازه می‌دهد تا مکرراً بر پایهٔ یک حالت بولی، عبارتی که درستی (true) یا نادرستی (false) را مشخص می‌کند، اجرا شود. حلقهٔ حین می‌تواند به‌عنوان عبارت شرطی تکرار شونده هم شناخته شود.

## بررسی کلی حلقهٔ حین
ساختار «حلقهٔ حین» از یک گروه (بلوک) کد و یک عبارت یا شرط تشکیل شده‌است. شرط یا عبارت بررسی می‌شود و اگر درست باشد، همهٔ کدی که در گروه (بلوک) است اجرا می‌شود. این جریان تا زمانی ادامه پیدا می‌کند که عبارت یا شرط ارزیابی‌شده نادرست شود. از همین روی، «حلقهٔ حین» عبارت یا شرط را پیش از اجرا شدن گروه کد بررسی می‌کند. ساختار کنترل عموماً به‌عنوان آزمون مقدماتی شناخته می‌شود. این را با  «حلقهٔ do while» یا «حلقهٔ انجام بده هنگامی‌که» که عبارت یا شرط را پس از اجرا شدن گروه کد بررسی می‌کند مقایسه کنید.

برای نمونه در برنامه‌نویسی به زبان سی (همچنین جاوا، سی‌شارپ، آبجکتیو سی، و سی‌پلاس‌پلاس که در این حالت ترکیب مشابه‌ای را به کار می‌برند) کد:
```
int
 
x
 
=
 
0
;

while
 
(
x
 
<
5
)
 
{

  
printf
 
(
"x = %d
\n
"
,
 
x
);

  
x
++
;

}

```

نخست بررسی می‌کند که x کوچک‌تر از ۵ هست یا نه، که در اینجا کوچک‌تر است، بنابراین وارد بدنهٔ حلقه می‌شود، جایی که تابع (عمل) printf را اجرا کرده و به x یک واحد می‌افزاید. بعد از کامل کردن همهٔ عبارت‌ها در بدنهٔ حلقه، شرط x<۵ دوباره بررسی می‌شود، و حلقه دوباره اجرا می‌شود. این روند تا جایی ادامه پیدا می‌کند که متغیر x برابر با ۵ شود.
توجه کنید که ممکن است، و در برخی شرایط دلخواه است که عبارت همیشه درست ارزیابی شود که یک حلقهٔ بی‌نهایت ساخته می‌شود. هنگامی که چنین حلقه‌ای به‌عمد ساخته می‌شود، معمولاً یک ساختار کنترل دیگر (مانند عبارت ترمز یا دستور break) وجود دارد که پایان حلقه را کنترل می‌کند. برای نمونه: 
```
while
 
(
true
)
 
{

  
// کارهای پیچیده بکن

  
if
 
(
someCondition
)

    
break
;

  
// کارهای بیشتر

}

```